# 伊斯特姆 (麻薩諸塞州)
伊斯特姆（英語：Eastham）是一個位於美國麻薩諸塞州巴恩斯特布爾縣的鎮。

## 人口
根據2020年美國人口普查的數據，伊斯特姆的面積為66.60平方千米，當中陸地面積為36.20平方千米，而水域面積為30.40平方千米。當地共有人口5752人，而人口密度為每平方千米86人。